# Aspila enigma
Aspila enigma là một loài bướm đêm trong họ Noctuidae.